# Маристи
Маристи (Товариство Діви Марії, лат. Societas Mariae (SM) — католицька чоловіча чернеча конгрегація, заснована у Франції в 1816 році.

## Історія
У 1816 році ліонський семінарист Жан-Клод Колен (en:Jean-Claude Colin), що став священиком, склав конституцію ордену, схвалену Святим Престолом в 1822 році. Колен очолював групу колишніх друзів по семінарії, які після її закінчення та священицького висвячення склали ядро нової конгрегації «Товариство Марії» або маристів. Один із цієї групи, Марселлен Шампанья (згодом канонізований), заснував конгрегацію «Інститут шкільних братів-марістів» або малі брати Марії з дуже близькою до маристів духовністю.
У 1836 році маристам було довірено місіонерську роботу в заснованому того ж року апостольському вікаріаті Західної Океанії, до території якого входили Мікронезія, Меланезія, Фіджі, Нова Зеландія, Самоа і Тонга. Один із місіонерів, П'єр Шанель в 1841 році прийняв мученицьку смерть на острові Футуна й пізніше був канонізований .
Наприкінці XIX століття конгрегація налічувала понад 500 осіб . Обителі маристів існували у багатьох країнах Європи, США, Латинської Америки . Одним із головних регіонів діяльності конгрегації продовжує залишатися Океанія .

## Організація
За даними на 2014 рік, конгрегація налічувала 882 члени, з них 760 священиків. Конгрегації належить 161 обитель . Крім чоловічої гілки власне батьків-маристи (SM) існують дві жіночі гілки: сестри-маристки (SM) та сестри-маристки місіонерки (SMSM).